# 瓦巴拉大陸
瓦巴拉大陸（Vaalbara）是一個理論上曾經存在的超大陸，自36億年前開始形成，31億年前成形，28億年前分裂。該超大陸的名稱「Vaalbara」來自南非的卡普瓦克拉通（Kaapvaal craton）和西澳大利亞的皮爾巴拉克拉通（Pilbara craton）。瓦巴拉大陸形成期間這兩個克拉通是相連的。
在形成瓦巴拉大陸的各個克拉通中的最古老撞擊事件噴發物以放射性定年法的結果都是34.7±0.02億年。值得注意的是兩個克拉通之間類似的結構序列年代在35到27億年之間。
來自兩個克拉通的超基性岩古地磁資料顯示，38.7億年前兩個克拉通曾經組成同一個超大陸。重建的兩個克拉通的視極移路線表現出明顯的相似處。皮爾巴拉和卡普瓦克拉通在同時期都有與长英质火山岩漿活動相關的張性斷層存在，並且有同時代的撞擊層。
大陸板塊互相碰撞並在造山運動期間形成超大陸的過程是週期性的。這個超大陸形成、分裂、分散與重組的板塊運動週期大約是4.5億年。

## 概況

原屬於瓦巴拉大陸的區域
本地圖中可見南部非洲國家納米比亞、波札那、辛巴威、史瓦濟蘭、賴索托和南非共和國。卡普瓦克拉通的輪廓覆蓋在國界上，粗線邊界代表今日卡普瓦克拉通範圍。
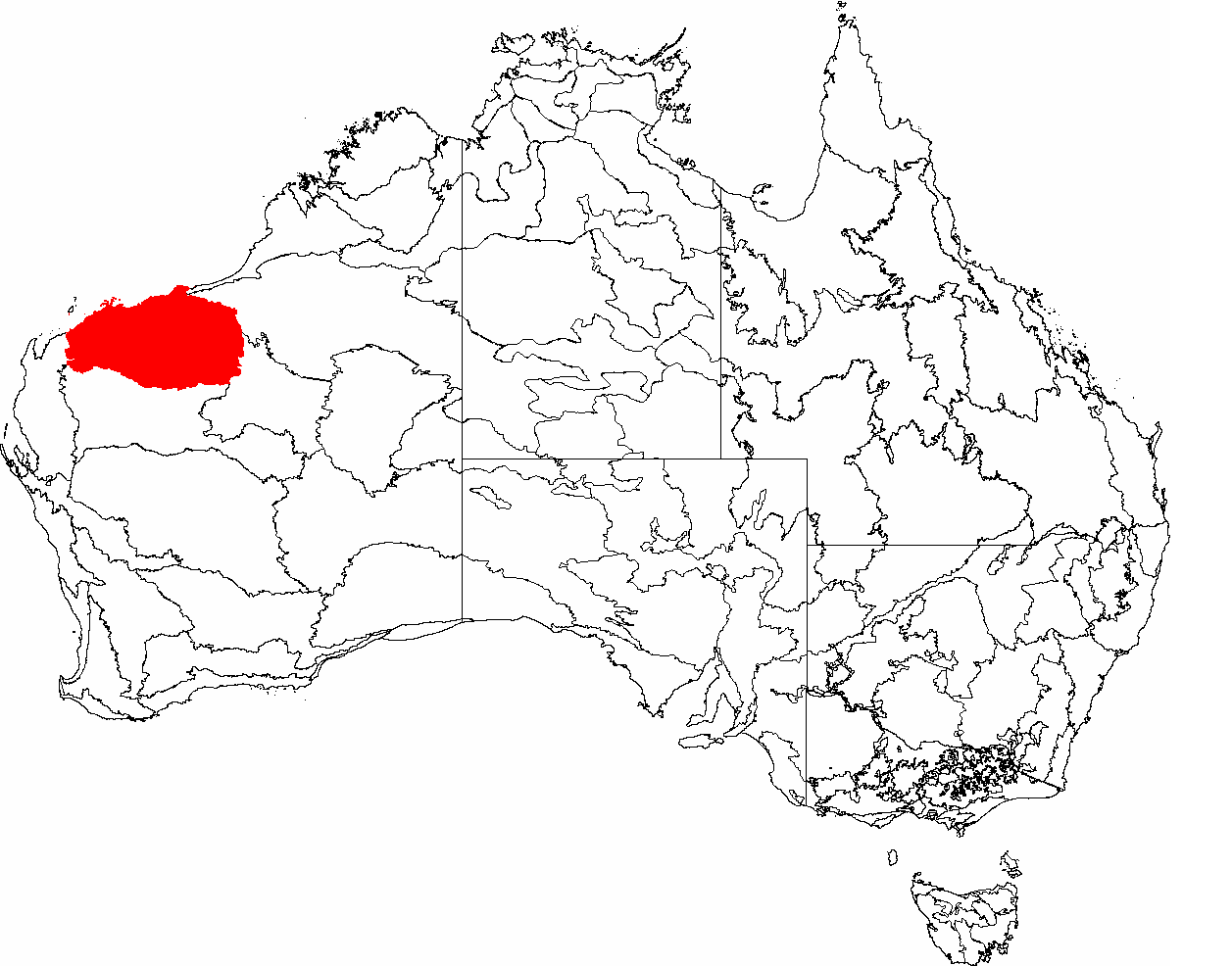
皮爾巴拉克拉通是澳洲地圖紅色部分。

瓦巴拉大陸是地球理論上存在的第一個超大陸。該大陸被認為於31億年前形成，而形成它的過程可能開始於36億年前，並於28億年前分裂。
目前仍未確認瓦巴拉大陸開始分裂的時間。地質年代學和古地磁學證據顯示兩個克拉通曾經在27.8到27.7億年前之間發生緯向30°旋轉分離，這代表自28億年以前兩個克拉通就分離了。
瓦巴拉大陸是由南部非洲東部的卡普瓦克拉通和澳洲大陸西北方的皮爾巴拉克拉通組成，而瓦巴拉大陸名稱即來自兩個克拉通名稱後四個字母。

## 存在时间
瓦巴拉大陆何时形成、乃至是否存在过都有争议。
南非与西澳大利亚的太古代-古元古代(28–21亿年前)联系首先由A. Button在1976年作出，他发现南非跨瓦尔盆地和澳洲哈默斯利盆地间的相似性。不过Button却将马达加斯加放在了非洲和澳洲之间，还认为冈瓦纳大陆的稳定地质结构持续了很久。:262, 286相似地，在CITEREFRogers1993、CITEREFRogers1996中，最古老的超大陆是乌尔大陆。不过在Rogers的冈瓦纳大陆重建中，卡普瓦尔和皮尔巴拉克拉通被远远隔开，这与之后的造山运动矛盾，且与瓦尔巴拉假设矛盾。:145–146
Cheney 1996则发现了三重地层相似性，并假设两块克拉通曾形成他所谓“瓦巴拉大陆”。这个模型由Zegers, de Wit & White 1998的古地磁数据支持。:96–98
2.78–2.77Ga两块克拉通古纬度的重建则相当含混。在Wingate 1998中结果甚至不一样，不过在Strik et al. 2003:19–20等更近的研究中得到了相同的结果。
其他学者则认为瓦巴拉大陆不存在，认为两个克拉通间的相似性是一次全球过程。例如，他们指出，亚马逊克拉通、圣弗朗西斯科克拉通和卡纳塔克克拉通上也有巨厚火山沉积。:186–187
津干克拉通是24.1亿年前津巴布韦克拉通和伊尔干克拉通组合成的超克拉通，其概念不同于瓦巴拉大陆。津干克拉通在21–20亿年前解体为卡拉哈里克拉通，另一部分在约19.5–18亿年前形成西澳大利亚(伊尔干和皮尔巴拉)克拉通。:Abstract
东南极洲毛德皇后地的太古宙-古元古代Grunehogna克拉通充当了至少10亿年的卡拉哈里克拉通东部。在中元古代格伦威尔造山运动形成罗迪尼亚超大陆时，Grunehogna才和东南极洲其他部分相撞。新元古代的泛非造山运动和冈瓦纳/潘诺西亚大陆的形成在Grunehogna和卡拉哈里克拉通间创造了大量剪切带。到侏罗纪冈瓦纳大陆分裂时，这些剪切带最终将Grunehogna和剩余的南极洲从非洲大陆上切落。:2278–2280
在Grunehogna唯一出露的安南达格斯峰，锆石岩屑定年为39–30亿年前，说明地壳内循环是首个克拉通形成的重要过程。:2298
卡普瓦克拉通由剧烈的事件，如布什维尔德火成复合体(20.45亿年)和弗里德堡陨石坑(20.25亿年)的侵入标记，而没有证据表明皮尔巴拉克拉通发生过这些事件，说明两个克拉通在20.5亿年以前就已经分裂了。另外，地质年代学和古地磁学证据表明，两块克拉通27.8–27.7亿年前30°纬度方向的旋转分裂，这说明那时起，瓦巴拉大陆就已经分裂了。:Abstract而卡普瓦克拉通和皮爾巴拉克拉通在35到27億年前的岩石地層和年代地層結構序列相當類似。在這兩個克拉通內超基性岩體的古地磁資料顯示38.7億年兩者都曾是同一個超大陸的部分區域。對於這兩個克拉通的重建視極移顯示有明顯的相似性和大幅度的重疊。皮爾巴拉和卡普瓦克拉通都有34.7億年前長英質火山活動時的張性斷層，並有同年代的撞擊層。
综上，瓦巴拉大陆在10–4亿年时间内保持稳定，与后世的冈瓦纳大陆和罗迪尼亚超大陆相似。:255–257
一些古地磁重构支持古太古代前瓦巴拉大陆，不过36–32亿年前存在过的这个超大陆无论如何不可能被确切地重建。:326

## 瓦巴拉大陸存在證據
卡普瓦克拉通和皮爾巴拉克拉通是地球上保存最完好的太古宙克拉通，而這兩個克拉通有相當類似的前寒武纪早期地質序列紀錄。卡普瓦克拉通的巴伯頓花崗岩－綠岩帶地體和皮爾巴拉克拉通的東半部有四個32到35億年前的大型隕石撞擊事件證據（類似的綠岩帶現已在加拿大的蘇必略克拉通發現，而該綠岩帶橫跨了形成岡瓦納大陸和勞亞大陸的克拉通）。
鋯石和鈾鉛定年法都顯示在卡普瓦克拉通和皮爾巴拉克拉通都有年代為34.7±0.02億年的已知最古老撞擊事件噴發物。撞擊時的高溫讓沉積岩混入小顆粒的玻璃質顆粒中:27。在南非發現的35億年前的玻璃質顆粒和在西澳大利亞發現的年代相當接近:27，是至今已知最古老的地球撞擊事件產物。這些顆粒狀物質相當類似由碳質球粒隕石組成的玻璃質隕石球粒，而這樣的物質可在富含碳的隕石或月壤中找到:27。發現的沉積物顯示了與撞擊事件的海嘯相關的全球性物質沉積作用。 

## 形成
克拉通是組成大陸的基礎岩體結構，雖然海洋地殼數十億年之間持續生成和摧毀，這些結構仍然保持穩定。包含古老克拉通的大陸板塊會循環性相互碰撞並發生地質年代中的造山運動而形成超大陸。超大陸就是擁有超過一個克拉通的陸塊。

## 分裂機制
超大陸就像一個隔熱層，使地球的內部熱能難以向外擴散，致使軟流圈溫度過高。最後岩石圈底下物質向上衝頂造成破裂，岩漿向上流動使超大陸分裂後的陸塊滑移。今日的東非大裂谷就是大陸分裂的例子。這個超大陸形成、破碎、分散、再聚集的的4.5億年週期性過程稱為超大陆旋回:90。

## 外部連結
- Palaeos.com （页面存档备份，存于）: General earth history